# Карин Бойе
Карин Мария Бойе (на шведски: Karin Maria Boye, 26 октомври 1900 г., Гьотеборг — 24 април 1941 г., Алингсос) e шведска писателка.

## Биография

### Детство, учение
Карин Бойе е родена в Гьотеборг, в къща на площад Васаплатсен, 11 в семейството на инженер Карл Фредрик („Фриц“) Бойе (1857 – 1927) и Сигне Бойе (1875 – 1976), по баща Лилестранд. Родителите ѝ идват от заможни чиновнически семейства; баща ѝ е инженер, а по-късно застрахователен агент, майка ѝ е служител в същата фирма. Бащата е психически нестабилен и Карин е възпитана от майка си. През 1907 година тя учи в училището Матилда Халс в Гьотеборг, където получава добри оценки. Карин има двама братя – Свен (1903 – 1974) и Улф (1904 – 1999). През 1909 г. баща ѝ получава работа в застрахователна инспекция в Стокхолм и се премества там заедно с цялото си семейство.
През 1915 г. семейството се установява в южния район на Стокхолм, Худинге, на мястото където в днешно време е сградата на Хедолската гимназия. Там, в местност с брезови горички, те изграждат доста голяма вила – червена, с бели корнизи. Семейство Бойе нарича това жилище „Брезовия дом“. Тук Карин написва голяма част от ранните си стихове, разкази и пиеси. Увлича се по рисуването. Нейните акварели с митически фигури заемат цяла стая в музея на принц Евгени Шведски на нос Валдемарсуде.
През 1920 г. Карин Бойе завършва гимназията, а след година преминава изпит за учител в начално училище. След това тя постъпва в университета на Упсала, където възнамерява да учи гръцки и скандинавски езици и история на литературата. През 1918 г., на християнски летен лагер във Фогелстаде, Карин се среща с Анита Натхорст, а по-късно в Упсала те се срещат отново. Натхорст, която е по-възрастна със седем години, следва теология и хуманитарни науки в университета. В последния курс на обучение Бойе влиза в социалистическия кръжок „Кларте“. През 1928 г. Карин преминава изпит за магистърска степен по философия в университета в Стокхолм. Напускането на Упсала, по собствените ѝ думи, е породено от преумора и стрес.

### Дебют и ранна кариера
През 1922 г. Карин Бойе дебютира със сборника от стихове „Облак“ – размисли на една млада жена за Бог, трудностите в живота и за бъдещето. Стихотворенията имат своите особености и мотиви. Формата се отличава с леки рими и склонност към алитерация. Но преди всичко се забелязва ритъм на редуването на ударни срички. В следващите си сборници – „Скрита земя“ (1924) и „Огнища“ (1927), от позицията на християнската етика авторката призовава за смелост, борба и самопожертвование. През 1925 г. Карин написва известното си стихотворение „Реч за човека“ (на шведски: Tal till mannen), на студентски пролетен празник. През 1931 г. първият ѝ роман, „Астарта“, печели награда на конкурс за скандинавски романи.
През 1927 г. Карин Бойе постъпва сред членовете на редакцията на социалистическия вестник „Кларте“. Тя е и един от основателите на списание „Спектрум“ и в периода 1931 – 1932 г., заедно с Йосиф Ривкин, Ерик Местертон и Гунар Екелеф, е част от редколегията на списанието. Тя помага и материално за основаването му. През 1928 г., след смъртта на баща си, тя получава наследство и за няколко години е материално независима. През 1931 г. е избрана за член на „Обществото на деветте“. В тази литературна академия тя заема място №6.
Превежда романа на Томас Ман „Вълшебната планина“ (1929), превежда творби на Томас Елиът, пропагандира сюрреализма.
През 1930 г. посещава СССР, през 1932—1933 г. живее в Берлин, след което написва романа-антиутопия „Калокаин“ (1940), станал най-известното ѝ произведение, многократно преиздавано и превеждано на много езици. По творбата е заснет и телевизионен сериал.

### Споразумение със себе си
Докато е в Берлин през 1932 – 1933 г., Карин Бойе разкрива своята бисексуалност. По това време се разпада бракът ѝ с Лейф Бьорк. Когато поетесата се завръща в Швеция, приятелите ѝ забелязват, че тя се е променила: станала е по-елегантна и по-уязвима, интересува се по-малко от дейността на марксисткото крило на „Кларте“. Карин предлага съвместно съжителство на младата еврейка Марго Ханел, която „е съблазнила“ (по думите на самата поетеса) в Берлин. Заедно те живеят до смъртта на Карин Бойе; тогава в Швеция хомосексуалността е смятана за престъпление. Дълбоката любов на поетесата към Анита Натхорст остава несподелена.
Бойе очевидно осъзнава своята хомосексуалност или бисексуалност още преди да издаде дебютната си книга, но ѝ е много трудно да се примири с това, чувствайки себе си като мъж, а още повече – да говори открито за това. Маргит Абениус, която познава Карин от студентските години, забелязва това още в първите творби на поетесата. В тези стихове и легенди младата писателка много често се идентифицира с героите мъже, и много от жертвените им постъпки имат еротични мотиви.
Абениус смята, че в душата на Бойе се води борба между желанието да бъде вярна на своя избор (дори и несъзнателно) и убежденията и желанието си да отговаря на външните морални изисквания, с които хората доброволно се съобразяват. Тази важна линия на конфликта, който се простира от дебютната ѝ книга, има много общо с възгледите на Бойе за своето виновно удоволствие. Самата Бойе достига до подобно тълкуване в „Криза“. Тази книга е написана след една година, прекарана в Берлин, така че едва ли е възможно да се разглежда като отговор на кризата, в която поетесата се намира от началото на 1921 г. (и когато самата Бойе прави първия си анализ на тази криза в писмо до приятелката си Агнес Фелениус).

### Последни години
Карин Бойе умира, поемайки голяма доза сънотворно. На 23 април 1941 г. тя за последен път излиза от дома си. По това време тя се намира в Алингсос, за да подкрепя морално смъртноболната си приятелка Анита Натхорст (1894 – 1941). Ако се съди от писмото на поетесата и спомените на познатите ѝ, през последните месеци от живота си Карин Бойе е потисната, а психическото ѝ състояние е все по-нестабилно.
Според документи в Държавния архив на Гьотеборг, тя е открита мъртва, в близост до голям камък, който стои на хълма северно от Алингсос. Този камък в квартал Нулбю се превръща в атракция и е маркиран на туристическата карта. Карин Бойе е погребана в семейната крипта в гробището в Гьотеборг.
Нейната възлюбена Марго Ханел (тя не е заедно с Карин Бойе в Алингсос) също се самоубива, на 30 май 1941 г.

## Семеен живот
В периода 1929 – 1932 г. Карин Бойе е омъжена за статистика Лейф Бьорк (1907 – 2000), брат на политика, посланик и журналист Кая Бьорк.

## Признание
Бойе оказва голямо влияние върху скандинавската поезия. Стихове в нейна памет посвещават Ингер Хагеруп, Хари Мартинсон, Ялмар Гулберг. През 1983 г. в Швеция е създадено „Общество Карин Бойе“. През 2004 г. на нейно име е кръстена библиотеката на университета в Упсала.

## Произведения

### Стихосбирки
- Moln/ Облак (1922)
- Gömda land/ Скрита земя (1924)
- Härdarna/ Огнища (1927)
- För trädets skull/ В името на дървото (1935)
- De sju dödssynderna/ Седем смъртни гряха (1941 г., посмъртно)

### Романи
- Astarte/ Астарта (1931)
- Merit vaknar/ Мерит се събужда (1933)
- Kris/ Криза (1934)
- За lite/ Твърде малко (1936)
- Kallocain/ Калокаин (1940)